# Polystichum californicum
Polystichum californicum là một loài thực vật có mạch trong họ Dryopteridaceae. Loài này được Diels miêu tả khoa học đầu tiên năm 1899.